# 9 Grupa Artylerii
9 Grupa Artylerii (9 GA) – oddziały i pododdziały artylerii organicznej wielkich jednostek piechoty i kawalerii oraz artylerii Odwodu Naczelnego Wodza stacjonujące na terenie Okręgu Korpusu Nr IX i podporządkowane dowództwu 9 Grupy Artylerii.
9 Grupa Artylerii została utworzona w terminie do 15 stycznia 1929 r. na podstawie rozkazu L. 1019/Org. ministra spraw wojskowych z dnia 31 grudnia 1928 r. Proces formowania grupy zakończony został w marcu tego roku. Dowództwo grupy powstało na bazie dotychczasowego 9 Okręgowego Szefostwa Artylerii.

## Obsada personalna
Dowództwo Artylerii Okręgu Generalnego „Brześć”
Sztabowy oficer inspekcyjny artylerii Okręgu Generalnego „Brześć”
Szefostwo Artylerii i Służby Uzbrojenia Okręgu Korpusu Nr IX (1921–1926)
- szef – płk Jan Orłowski (1924)
- zastępca szefa – płk art. Eugeniusz Gałuszczyński (X 1925, ze stanowiska dowódcy 9 pap)

9 Okręgowe Szefostwo Artylerii (1926–1928
- szef - płk art. Eugeniusz Gałuszczyński (XI 1926[1] – III 1929)
- zastępca szefa – płk art. Eugeniusz Gałuszczyński (do XI 1926)

9 Grupa Artylerii (1929-1939)
- płk art. Eugeniusz Gałuszczyński (do III 1929)
- płk art. Otton Krzisch (18 XI 1935 – VI 1937)
- płk art. Ludwik Buczek (do 1939)

## Ordre de Bataille 9 Grupy Artylerii w 1939
Dowództwo 9 Grupy Artylerii w Brześciu
- dowódca grupy - płk art. Ludwik Buczek → dowódca artylerii GO „Bielsko”

artyleria ONW:
- 9 pułk artylerii ciężkiej we Włodawie

artyleria wielkich jednostek:
- 9 pułk artylerii lekkiej w Siedlcach (III dywizjon w Białej Podlaskiej)
- 20 pułk artylerii lekkiej w Prużanie (I i II dywizjon w Baranowiczach)
- 30 pułk artylerii lekkiej w Brześciu (II dywizjon w Pińsku)
- 20 dywizjon artylerii ciężkiej w Prużanie
- 30 dywizjon artylerii ciężkiej w Brześciu
- 9 dywizjon artylerii konnej w Baranowiczach
- bateria artylerii KOP „Kleck” w Klecku
- artyleria Flotylli Rzecznej MW w Pińsku